# Politirang i Det Forenede Kongerige
Politirang i Det Forenede Kongerige. De fleste af de 56 politienheder i Det Forenede Kongerige Storbritannien og Nordirland anvender en standard rangorden som angivet nedenfor.
Gradstegn bliver ofte anbragt på uniformen som epauletter. En undtagelse er sergeants, som har deres gradstegn anbragt på ærmet i form af tre vinkler med spidsen nedad.

## Rangorden
Officielle forkortelser angivet i parentes.
- Police Constable (PC) ~ politibetjent (PB), politiassistent (PA).
- Sergeant (Sgt eller PS) ~ vicepolitikommissær.
- Inspector (Insp) ~ politikommissær (PK).
- Chief Inspector (Ch Insp) ~ politikommissær (PK).
- Superintendent (Supt) ~ vicepolitiinspektør (VPI).
- Chief Superintendent (Chief Supt) ~ politiinspektør (PI).
- Assistant Chief Constable (ACC) ~ chefpolitiinspektør (CPI)
- Deputy Chief Constable (DCC) ~ vicepolitidirektør (VPD).
- Chief Constable (CC) ~ politidirektør (PD).

Chief Constable er chefen for en politienhed. Personer med rang over Superintendent arbejder oftest administrativt og bliver refereret til som chefgruppen.

## Variationer
Metropolitan Police Service
Politiet i Greater London har et andet rangsystem over Chief Superintendent: 
- Commander (Cmdr) ~ Chefpolitiinspektør (CPI)
- Deputy Assistant Commissioner (DAC)
- Assistant Commissioner (AC)
- Deputy Commissioner (DC) ~ vicepolitidirektør (VPD).
- Commissioner ~ politidirektør (PD).

City of London Police
Politiet i London City har et andet rangsystem over Chief Superintendent:
- Commander (Cmdr)
- Assistant Commissioner (AC)
- Commissioner

Isle of Man Constabulary
Politiet på øen Man har en mindre variation i rangsystemet over Superintendent:
- Deputy Chief Constable (DCC)
- Chief Constable

Royal Ulster Constabulary
Politet i Nordirland blev indtil 1969 ledet af en person med rang af Inspector-General.

## Distinktioner
| Rang      | Police Community Support Officer | Constable      | Acting Sergeant      | Sergeant  | Acting Inspector       | Inspector    |
| Gradstegn |                                  |                |                      |           |                        |              |
| Rang      | Chief Inspector                  | Superintendent | Chief Superintendent | Commander | Assistant Commissioner | Commissioner |
| Gradstegn |                                  |                |                      |           |                        |              |

Police Service of Northern Ireland
Royal Ulster Constabulary 1970-2001

## Reference
- Oversættelse til engelsk/tysk af grader i politiet (Word) – udarbejdet af DR i samarbejde med politiets oversættere (Webside ikke længere tilgængelig)